# Nicolás Borrás
Pour les articles homonymes, voir Borrás.
Nicolás Borrás Falcó en espagnol ou Nicolau Borràs Falcó en valencien, religieux, né en 1530 à Cocentaina et mort le 5 septembre 1610 au monastère Saint-Jérôme de Cotalba à Alfauir, fut un des grands peintres valenciens du XVIe siècle.

## Biographie

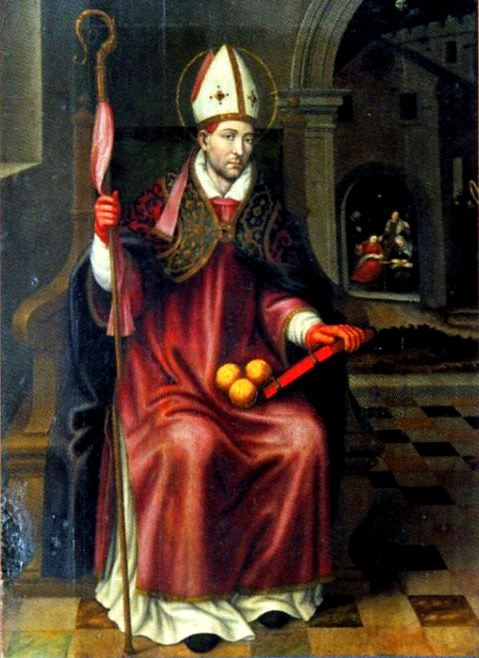
Saint Nicolas de Bari, Nicolás Borrás, XVIe siècle, Archives paroissiales de Cocentaina.

Fils du tailleur Jerónimo Borrás et de Úrsola Falcó, son épouse, Nicolás Borrás naît en 1530 au sein d'une famille d'artisans catholiques de Cocentaina, qui compte également deux autres enfants : Leonor et Ángela Borrás Falcó.
Orphelin de père dès son enfance, il part jeune à Valence se former dans l'atelier du maître Juan de Juanes, où il travaillera avec les disciples de ce dernier, notamment un de ses fils, Vicente Joanes. La première mention de Nicolás Borrás comme peintre date de 1558, lorsque, alors âgé de 28 ans, il achève le retable majeur, aujourd'hui disparu, de l'église paroissiale du Sauveur de Cocentaina, sa ville natale.
Quelques années plus tard, vers 1560, tout en continuant à exercer son art, il décide d'embrasser la vie sacerdotale, obtenant en 1569 la fonction de confesseur pour les prêtres et les religieux. Attiré par la vie monastique lors de ses nombreux travaux dans les monastères de la région, il demande à devenir moine en 1575, intégrant à l'âge de 45 ans le monastère Saint-Jérôme de Cotalba, de l’ordre des Ermites de Saint-Jérôme ou ordre des Hiéronymites, non loin de Gandia, où il passe son testament l'année suivante, professant la qualité de moine et adoptant le prénom de José. C'est là qu'il meurt le 5 septembre 1610, à l'âge de 80 ans, non sans avoir transmis au préalable son atelier à son neveu, Francisco Doménech Borrás, peintre et notaire de Cocentaina.
Mis à part une courte période passée chez les Franciscains, il restera fidèle à ordre de Saint-Jérôme, peignant de nombreuses peintures à ses frais pour le monastère Saint-Jérôme de Cotalba, auquel, en échange des autorisations de sortie pour aller peindre à l'extérieur. Le monastère, à qui il fournira une part importante de ses revenus, reconnaissant, le fera figurer dans la liste de ses bienfaiteurs.

## Œuvre

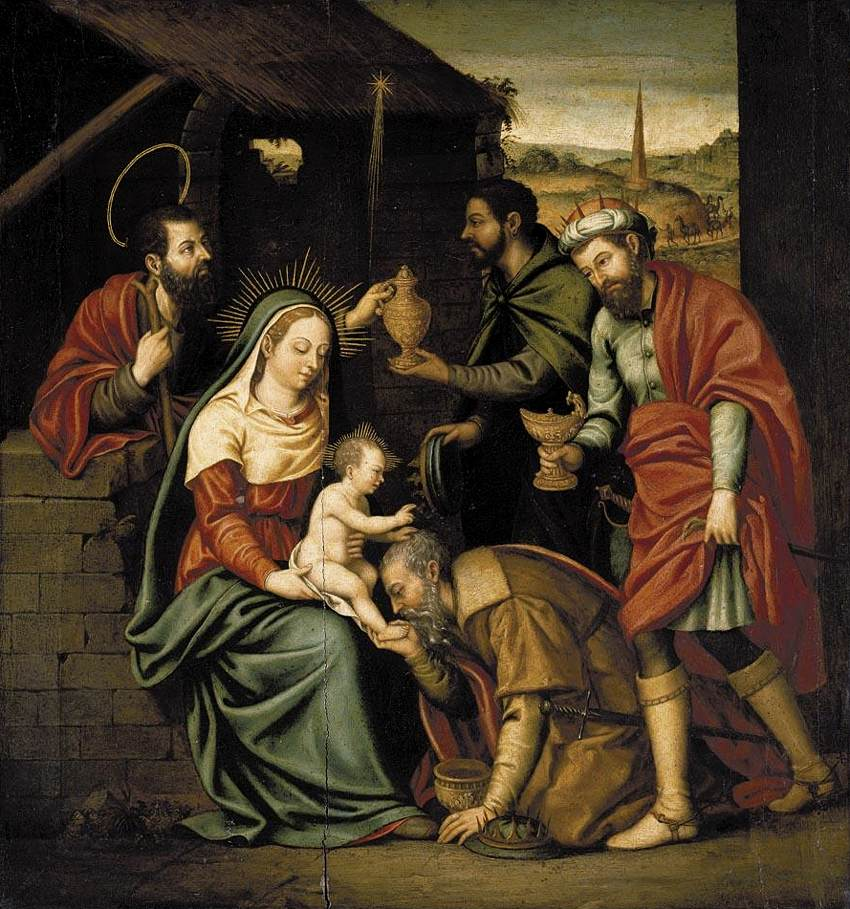
L'adoration des Mages, Nicolás Borrás, XVIe siècle, musée des Beaux-Arts de Valence.

On dénombre pas moins de 171 œuvres de Nicolás Borrás, la plupart aujourd'hui disparues, s'étalant sur près d'un demi-siècle, du milieu du XVIe siècle au début du siècle suivant. Ayant peint pour diverses églises, couvents et palais valenciens, on distingue généralement deux périodes dans son œuvre, toutes deux caractérisées non par leur extrême innovation mais par leur caractère hautement dévot de sa peinture : la première se caractérise par une grande maîtrise du dessin, de la technique et par la richesse chromatique de sa palette, qui l'inscrivent dans le prolongement du style de son maître, Juan de Juanes ; la seconde, qui débute peu après son entrée dans les ordres et qui correspond à une période où il se déplace beaucoup entre Valence et Cotalba, est quant à elle marquée par un obscurcissement de sa peinture et les prémices de ce qui annonce déjà les tendances naturalistes à venir, faisant de Nicolás Borrás un des peintres les plus représentatifs de la période de transition entre la Renaissance et le baroque valencien
Parmi ses œuvres, on peut citer :
- Retable majeur de l'église paroissiale du Sauveur de Cocentaina, retable, huile sur bois, 1558, première œuvre connue, aujourd'hui disparue.
- Diverses œuvres réalisées pour l'église paroissiale de l'Assomption de Marie, le Palais Comtal et le couvent franciscain de Saint-Sébastien de Cocentaina.
  - L'adoration des bergers, huile sur bois, XVIe siècle, église paroissiale de l'Assomption de Marie de Cocentaina.
  - Saint Pierre et Saint André, huile sur bois, XVIe siècle, église paroissiale de l'Assomption de Marie de Cocentaina.
  - Saint Nicolas de Bari, huile sur bois, œuvre maîtresse de sa première période, XVIe siècle, Archives paroissiales de Cocentaina.
  - La Sainte Famille, XVIe siècle, couvent franciscain de Saint-Sébastien de Cocentaina.
  - La Très Sainte Trinité, XVIe siècle, couvent franciscain de Saint-Sébastien de Cocentaina.
  - Chapelle de Saint Antoine Abbé, XVIe siècle, Palais Comtal de Cocentaina.
- Retable majeur de Ibi, XVIe siècle, Ibi.
- La très pure jeune fille, huile sur bois, XVIe siècle, église paroissiale de La très pure jeune fille et Saint Pierre Apôtre de Benissa.
- Retable des âmes du Jugement Dernier et messe de Saint Grégoire, huile sur bois, 1574, église co-cathédrale de Saint Nicolas de Bari d'Alicante.
- Retable des âmes, autre version du précédent destinée à l’église paroissiale Saint Michel d'Ontinyent, aujourd'hui disparue.

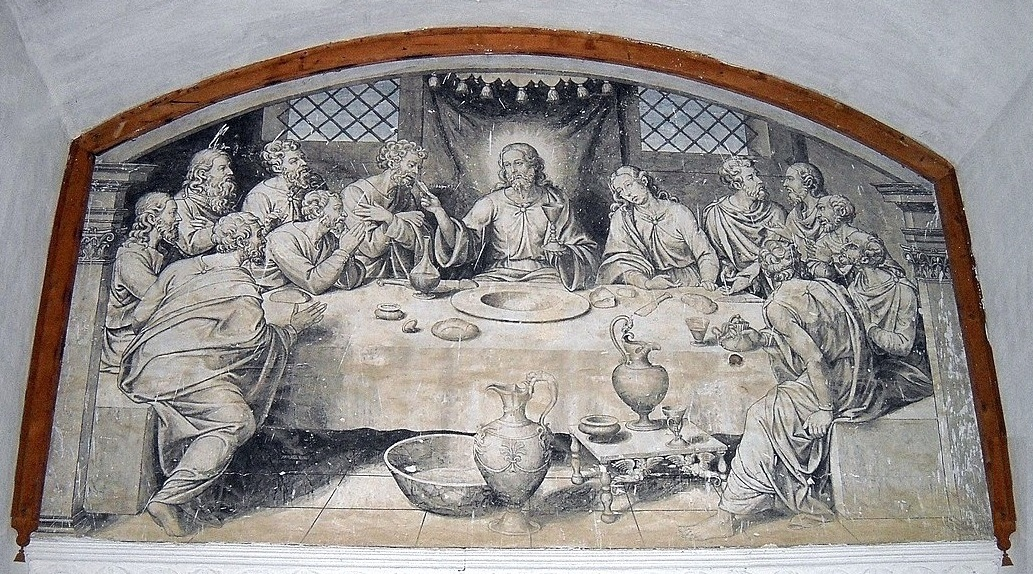
La sainte Cène, Nicolás Borrás, XVIe siècle, monastère Saint-Jérôme de Cotalba.

- La Sainte Famille avec Sainte Anne, huile sur bois, 204,5 x 137,5 cm, XVIe siècle, récupérée à la suite du désamortissement du monastère Saint-Jérôme de Cotalba, musée des Beaux-Arts de Valence.
- Retable des mystères du Rosaire, peint pour l'église du Collège Saint-Dominique de Orihuela, collection privée.
- Retable de Saint Vincent Ferrer, Cathédrale de Valence.
- Retable majeur du monastère de Saint-Jérôme de Cotalba, 1579, partiellement conservé (16 huiles sur bois), récupérée à la suite du désamortissement du monastère Saint-Jérôme de Cotalba, musée des Beaux-Arts de Valence.
  - Le couronnement d'épines, huile sur bois, 248,5 x 117,7 cm.
  - La rencontre du Nazaréen avec sa mère sur le chemin du Calvaire, huile sur bois, 248,5 x 118,6 cm.
  - Le Christ attaché à la colonne, huile sur bois.
- La Crucifixion, huile sur bois, récupérée à la suite du désamortissement du monastère Saint-Jérôme de Cotalba, monastère Royal des pères de l'ordre des Mercédaires du Puig de Santa María.
- Sainte Marie-Madeleine avec Saint Dominique et Saint Bernard.
- Saint Étienne, collection privée.
- L'allaitement de Saint Bernard, collection privée.
- Le couronnement de la Vierge par la Trinité, collection privée.
- Saint Jérôme et Saint Onuphre l'Anachorète, collection privée.
- La prière dans le jardin, huile sur bois, 86 x 66 cm, collection privée.
- L'adoration des mages, huile sur bois, 49 x 46 cm, XVIe siècle, musée des beaux-arts de Valence.
- La Sainte Cène, huile sur bois, 93 x 127 cm, XVIe siècle, musée des beaux-arts de Valence.
- Le Sauveur eucharistique, huile sur bois, 75,5 x 58 cm, fin du XVIe siècle, collection privée.
- Saint Pierre, huile sur bois, 121,4 x 63,9 cm, fin du XVIe siècle, récupérée à la suite du désamortissement du monastère Saint-Jérôme de Cotalba, musée des Beaux-Arts de Valence.
- La Sainte Cène, fresque murale, une des rares à nous être parvenues, XVIe siècle, monastère Saint-Jérôme de Cotalba.
- Bienheureux André Hibernon, 1602.

## Galerie

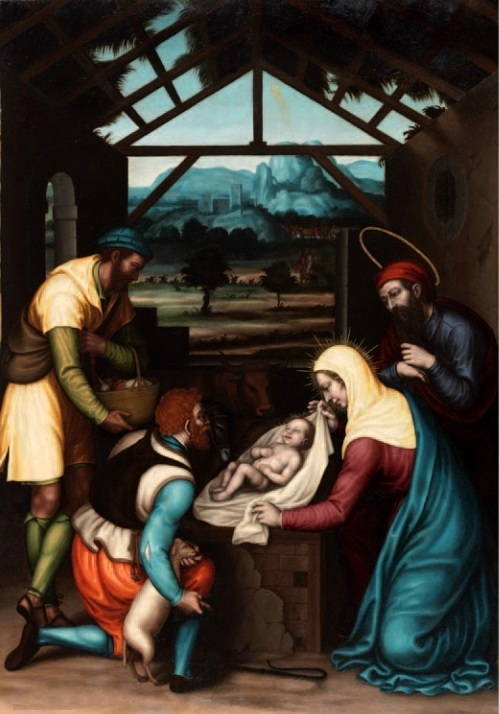
L'adoration des bergers, XVIe siècle, église paroissiale de l'Assomption de Marie de Cocentaina.
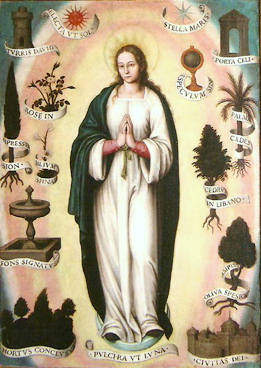
La très pure jeune fille, XVIe siècle, église paroissiale de La très pure jeune fille et Saint Pierre Apôtre de Benissa.
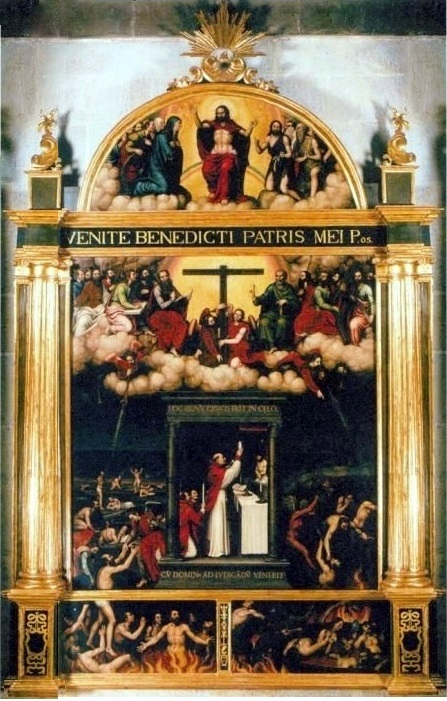
Retable des âmes du Jugement Dernier et Messe de Saint Grégoire, 1574, église co-cathédrale de Saint Nicolas de Bari d'Alicante.
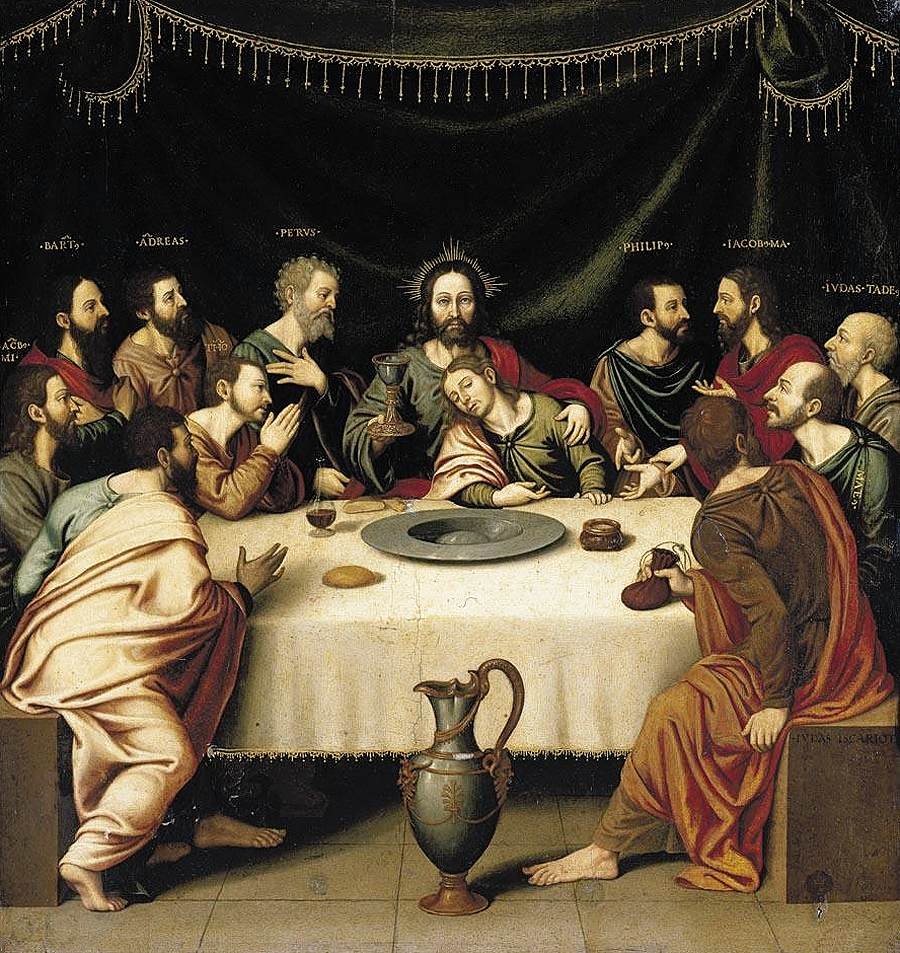
La Sainte Cène, XVIe siècle, musée des Beaux-Arts de Valence.
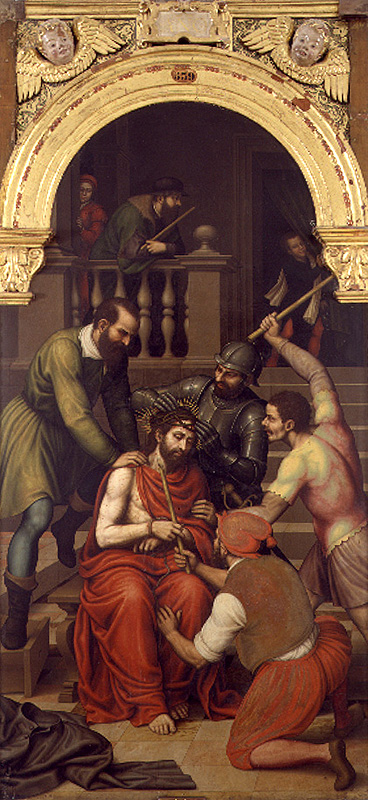
Le couronnement d'épines, 1579, musée des Beaux-Arts de Valence.
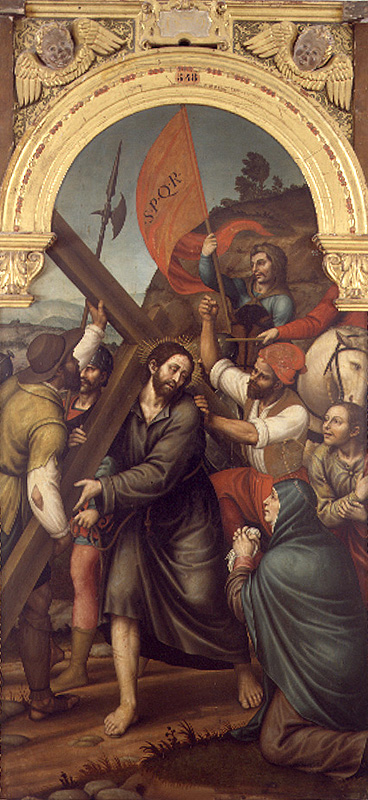
La rencontre du Nazaréen et de sa mère sur le chemin du Calvaire, 1579, musée des Beaux-Arts de Valence.
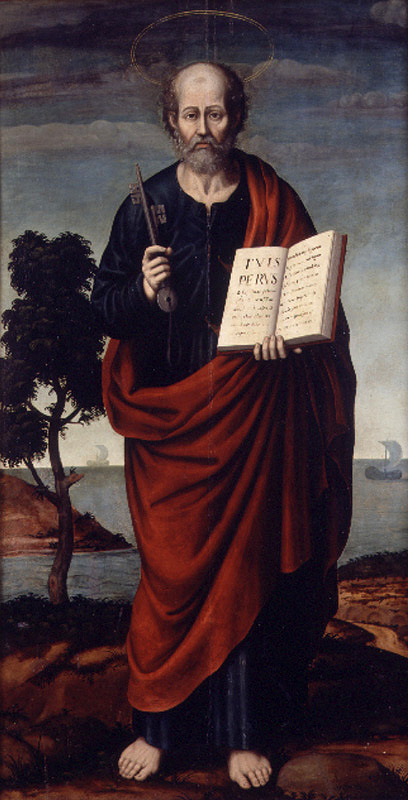
Saint Pierre, fin du XVIe siècle, musée des Beaux-Arts de Valence.
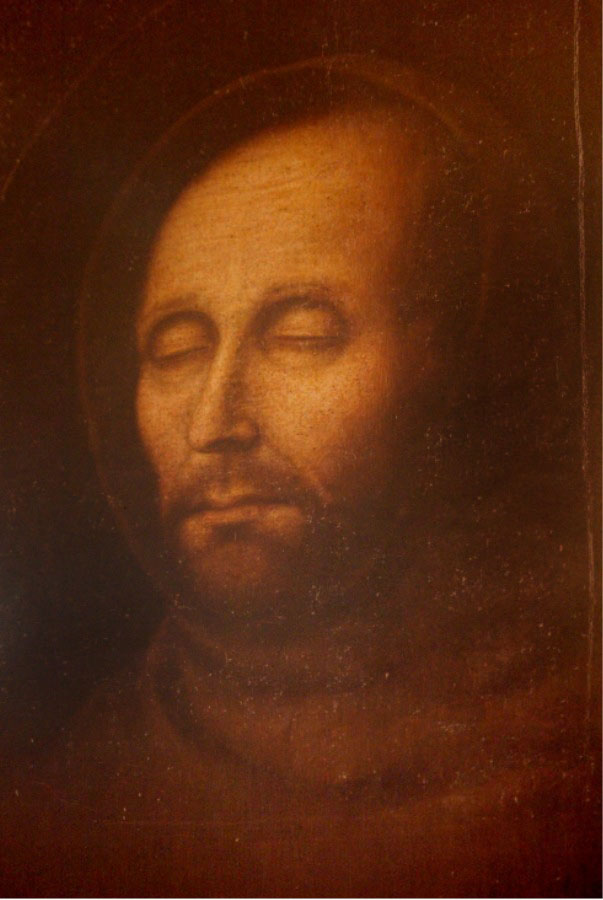
Bienheureux André Hibernon, 1602.